# 聖高隆座堂
聖高隆座堂（英語：St Columb's Cathedral）是位於英國北愛爾蘭倫敦德里的一座愛爾蘭聖公會的教堂，教堂獻給聖高隆。現在的教堂建築竣工於1633年。

## 外部連結
- St Columb's Cathedral website （页面存档备份，存于）
- Details of the organ from the National Pipe Organ Register[]